# Engaeus orramakunna
Engaeus orramakunna é uma espécie de crustáceo da família Parastacidae.
É endémica da Austrália.